# Oskar Rieding
Œuvres principales
Concertos pour violon : opus 7, opus 21, opus 23, opus 24, opus 25, opus 35 et opus 36
Répertoire
Concertinos pour violonistes débutants
Oskar Friedrich Rieding est un violoniste et compositeur allemand né le 29 juin 1846, à Banie (actuelle Pologne) et mort le 7 juillet 1916 à Celje (actuelle Slovénie). Ses œuvres les plus connues sont des concertos pour violon, d'un niveau destiné aux élèves débutant dans l'apprentissage de cet instrument.

## Biographie
Son père, Gottfried Friedrich Rieding, était médecin à Banie mais il s'est orienté vers la musique.

### Formation
Oskar Rieding a d'abord fréquenté l'Académie des arts musicaux qui venait d'être récemment fondée à Berlin puis le Conservatoire de Leipzig dans la classe de Raimund Dreyschock, second premier violon de l'orchestre du Gewandhaus.

### Années d'activité
À la fin des années 1860, il s'installe à Vienne, mais en 1871, le chef d'orchestre Hans Richter, alors directeur musical du Théâtre national de Budapest, nomme Rieding à la première section de violons de l'orchestre. Il y restera trente-deux ans, à partir de 1884, à l'Opéra National.
Il compose quelques concertos pour violon et de nombreuses pièces pour violon et piano. Beaucoup de ces pièces conviennent aux étudiants en violon de niveau intermédiaire, et elles sont encore étudiées et interprétées par les étudiants en violon aujourd'hui. Après sa retraite en 1903, il vécut à Celje, poursuivant ses activités de professeur, compositeur et interprète jusqu'à sa mort en 1916.
Dans les années 1990, le violoniste Itzhak Perlman enregistra le célèbre concerto en si mineur pour violon, op. 35, très connu des apprentis violonistes et qu'il appelle lui-même "concerto de son enfance".

## Œuvres (échantillon)
Violoniste et enseignant, Oskar Rieding a composé notamment plusieurs concertos pour violon pour débutants qui ont été pour la plupart publiées par Bosworth & Co.
- Concerto pour violon et piano en mi mineur, op. 7 (1899), positions 1 à 7
- Concertino pour violon et piano dans un style hongrois en la mineur, op. 21
- 4 Pièces faciles pour violon et piano, op. 22 (1905), position 1
  - 1. Schlummerlied (berceuse)
  - 2. Walzer (valse)
  - 3. Rondo 4. Gebet (prière)
- 4 Pièces faciles pour violon et piano, op. 23 (1905)
  - 1. Pastorale
  - 2. Zigeuner-Marsch en la mineur
  - 3. Air varié en sol majeur 4. Gavotte
- Concertino pour violon et piano en sol majeur, op. 24 (1904), positions 1 à 5
- Concertino pour violon et piano en ré majeur, op. 25 (1904)
- Concerto pour violon et piano n°1 en sol majeur, op. 34 (1909)
- Concerto pour violon et piano n°2 en si mineur, op. 35 (1909), positions 1 à 3, également arrangé pour violoncelle et piano, les premier et troisième mouvements faisant partie des morceaux de référence de nombreuses classes de violoncelle de conservatoires, également arrangé pour alto
- Concerto pour violon et piano n°3 en ré majeur, op. 36 (1911), position 1, également arrangé pour violoncelle et alto

## Liens
- Biographie
- Concerto pour violon et piano en ré majeur op. 25
- Concerto pour violon et piano en si mineur op. 35
- « Oskar Rieding » (partitions libres de droits), sur l'IMSLP